# Eduard III de Bar
Eduard III de Bar (finals de juny de 1377 - 25 d'octubre de 1415, Agincourt) va ser marquès de Pont-à-Mousson de 1399 a 1415 i duc de Bar de 1411 a 1415. Era fill de Robert I, comte després duc de Bar, i de Maria de França.
Va esdevenir l'hereu del ducat de Bar a la mort dels seus germans més grans Enric i Felip, morts a la batalla de Nicòpolis (1396). El seu pare el va fer marquès de Pont-à-Mousson el 1399. El 1405, fou encarregat per Carles VI de França de defensar el Bolonès amenaçat pels anglesos. A final de 1406 va participar en la campanya de Guiena sota les ordres de Lluís I d'Orleans, però la disenteria va delmar l'exèrcit francès. Després de l'assassinat de Lluís d'Orleans, el 1407, es va acostar a Joan Sense Por i es va acabar unint als borgonyons. Va succeir al seu pare el 12 d'abril de 1411.
Va morir en la batalla d'Agincourt i el va succeir el seu germà Lluís de Bar, bisbe de Verdun, conegut com a Lluís I o Lluís (segons si es compta a Lluís de Montbéliard que fou comte uxori i no suo iure). No es va casar i només va deixar fills bastards.